# Pusté Pole
Pusté Pole (in ungherese Kriványpusztamező) è un comune della Slovacchia facente parte del distretto di Stará Ľubovňa, nella regione di Prešov.